# Robert Grzywacz
Robert Grzywacz (ur. 1975) – polski samorządowiec, rolnik i przedsiębiorca, w latach 2014–2016 członek zarządu województwa zachodniopomorskiego.

## Życiorys
Pochodzi ze Świerszczewa. Syn Andrzeja, działacza Polskiego Stronnictwa Ludowego. Absolwent zarządzania w Szkole Wyższej im. Pawła Włodkowica w Płocku. Zajął się prowadzeniem gospodarstwa rolnego, a także własnego przedsiębiorstwa.
Zaangażował się w działalność polityczną w ramach Polskiego Stronnictwa Ludowego, został szefem jego struktur w powiecie szczecineckim i wiceszefem w województwie zachodniopomorskim. W 2014 bez powodzenia kandydował na burmistrza Białego Boru (zajął ostatnie, drugie miejsce); został natomiast wybrany radnym sejmiku zachodniopomorskiego. 19 grudnia 2014 objął funkcję członka zarządu województwa, został odwołany z tego stanowiska 13 grudnia 2016. W wyniku wewnątrzpartyjnego konfliktu pod koniec 2016 dołączył do klubu radnych Sojuszu Lewicy Demokratycznej, następnie został usunięty z PSL i wstąpił do SLD. W 2021 objął funkcję przewodniczącego partii w powiecie szczecineckim (w tym samym roku przekształciła się ona w Nową Lewicę). Z ramienia tych ugrupowań bez powodzenia kandydował do rady powiatu szczecineckiego w 2018, do Sejmu w 2023 i do sejmiku 2024.